# Волинський краєзнавчий музей
Волинський краєзнавчий музей — краєзнавчий музей у місті Луцьку.

## Історія
Волинський краєзнавчий музей відкрито 16 червня 1929 р. при Товаристві краєзнавців і охорони пам'яток минулого в м. Луцьку.
1938 р. у чотирьох відділах — природи, доісторичного минулого, мистецтва, етнографії — нараховувалося 9 тисяч експонатів. У становленні музею як науково-дослідної установи, наповненню його фондів роль значну відіграли археолог Тадеуш Сулімірський, музеолог і етнограф Олександр Прусевич (1878—1944), археолог Ян Фітцке (1909—1940), ботанік Стефан Мацко (1899—1967), Анатолій Дублянський (1912—1997).
В травні 1940 р. на його базі створено обласний державний історико-краєзнавчий музей. З початком Німецько-радянської війни музей вдалося зберегти і 02.11.1941 р. він відновив функціонування. Під час відступу німецьких окупантів фонди музею та експонати було розграбовано. 17 червня 1944 року музей відновив роботу в нових умовах.
З 1958 по 1984 рр. розміщувався по вул. Шопена, 7. З 1985 р. нова значно розширена експозиція (32 зали площею 2056 м².) розгорнута в реконструйованому триповерховому будинку по вул. Шопена, 20 — пам'ятці архітектури та історії 20-30-х рр. XX ст.
Волинський краєзнавчий музей має філіал — літературно-меморіальний музей Лесі Українки в с. Колодяжне Ковельського району. А також відділи:
- Луцький художній музей у Замку Любарта;
- Музей Волинської ікони в Луцьку;
- Меморіальний музей В'ячеслава Липинського в с. Затурці Локачинського району;
- Музей історії Луцького братства в Луцьку.

Через карантинні обмеження під час пандемії коронавірусу колектив музею змушений був шукати нові форми спілкування з відвідувачами. Музейники запровадили онлайн-виставки та експозиції просто неба.

## Світлини

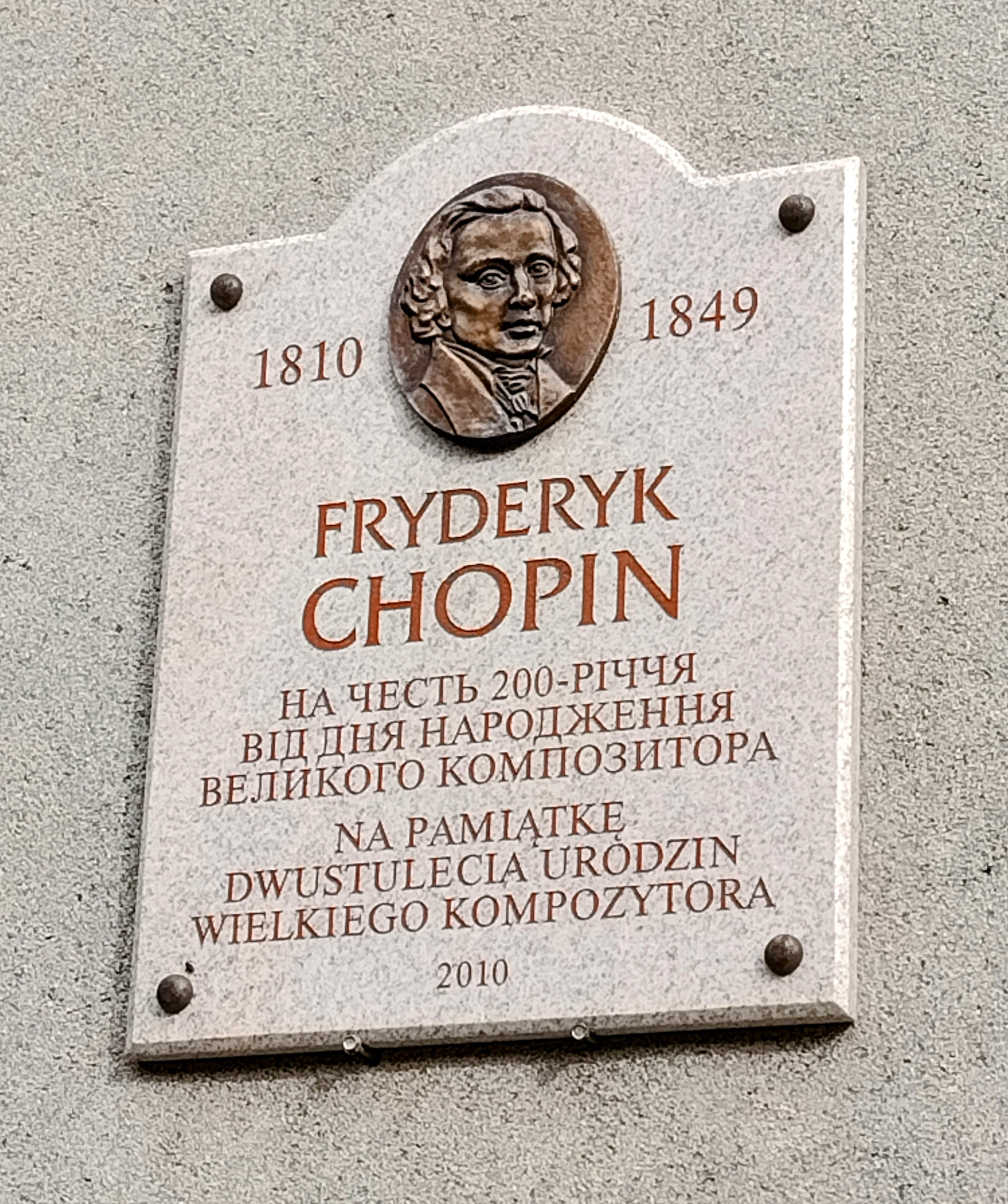
Меморіальна дошка Фредеріку Шопену на фасаді музею
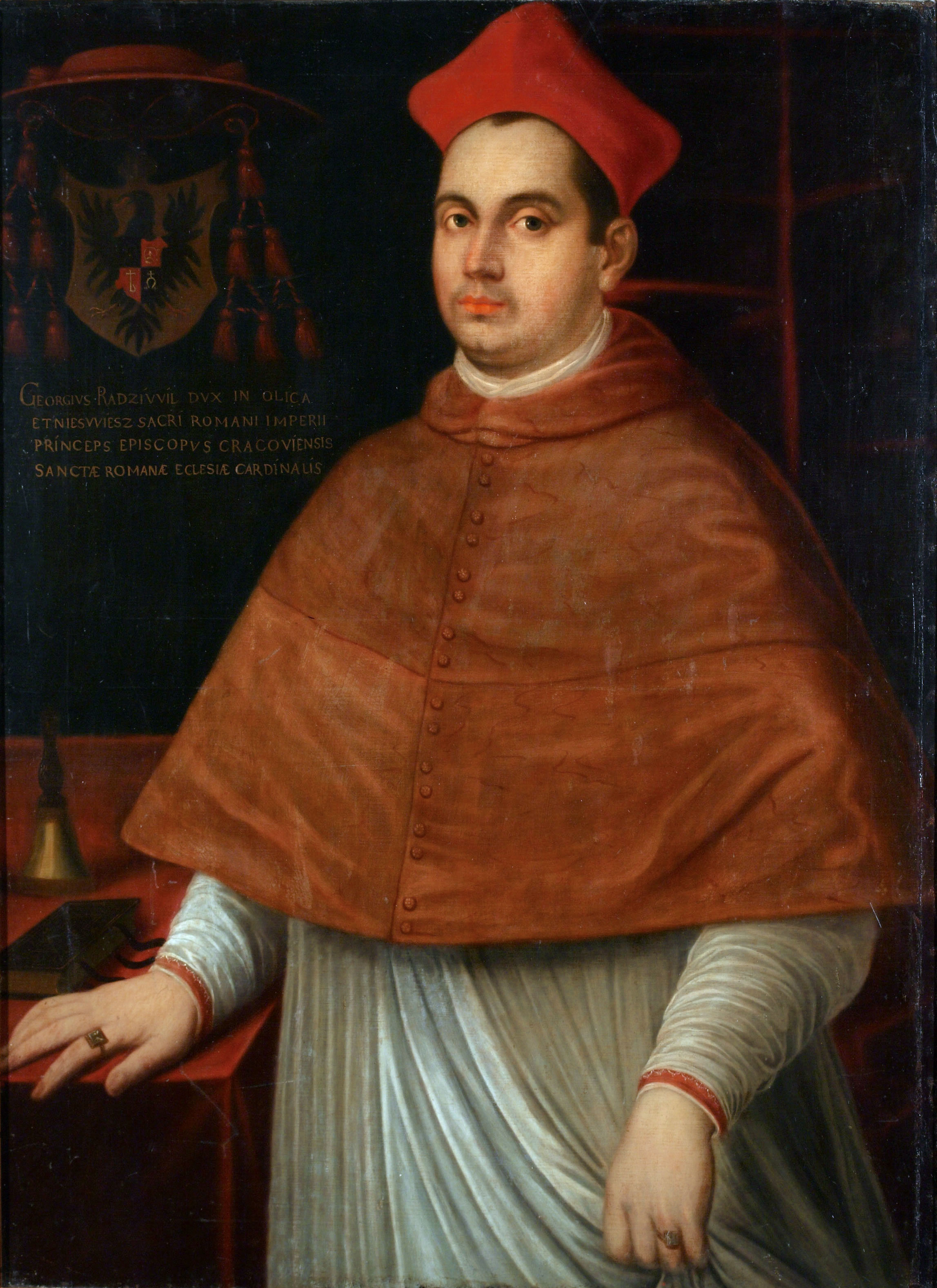
Портрет Юрія Радзивілла